# 平成24年度全国高等学校総合体育大会
平成24年度全国高等学校総合体育大会（へいせい24ねんどぜんこくこうとうがっこうそうごうたいいくたいかい）は、2012年（平成24年）7月から2013年（平成25年）2月にかけて行われた全国高等学校総合体育大会である。
実施33競技のうち、29競技による夏季大会が2012年7月28日 - 8月20日を開催期間として北信越ブロック5県で、冬季大会の4競技が競技種目ごとに下記開催地および開催期間にてそれぞれ実施された。

## 夏季大会
夏季大会は、新潟県を中心とする北信越で開催された。

### 概要
- 愛称：2012 北信越かがやき総体
- スローガン：「君は今 希望とともに 緑の大地をかけぬける」
- 総合開会式：朱鷺メッセ
- 開催地：新潟県（総合開会式など）、富山県、石川県、福井県、長野県
- 特別協賛：日本コカコーラ
- 協賛：NTTドコモ・富士通・JR東日本・日本郵政グループ

### 実施競技・会場一覧
| 競技名                | 開催期間                                      | 会場地                              | 競技会場 |
| --------------------- | --------------------------------------------- | ----------------------------------- | --- |
| 陸上競技              | 7月29日 - 8月2日                              | 新潟市                              | 東北電力ビッグスワンスタジアム |
| 水泳 - 競泳、飛込     | 8月17日 - 20日                                | 長岡市                              | ダイエープロビスフェニックスプール |
| 水泳 - 水球           | 8月17日 - 20日                                | 柏崎市                              | 新潟県立柏崎アクアパーク |
| ソフトテニス          | - 男子：8月12日 - 14日 - 女子：8月8日 - 10日  | 新潟市                              | 新潟市庭球場 |
| ハンドボール          | 7月29日 - 8月3日                              | - 柏崎市 - 上越市 - 刈羽村          | 柏崎市総合体育館 新潟県立柏崎高等学校 体育館 柏崎市西山総合体育館 刈羽村生涯学習センター リージョンプラザ上越 上越市柿崎総合体育館 |
| ボート                | 8月2日 - 5日                                  | 阿賀町                              | 新潟県立津川漕艇場 |
| 剣道                  | 8月7日 - 9日                                  | 新潟市                              | 新潟市東総合スポーツセンター |
| レスリング            | 8月2日 - 5日                                  | 新潟市                              | 新潟市鳥屋野総合体育館 |
| テニス                | 8月10日 - 16日                                | - 南魚沼市 - 長岡市                 | 大原運動公園テニスコート 希望が丘テニス場 |
| 登山                  | 8月7日 - 11日                                 | 湯沢町                              | 苗場山系 |
| 自転車競技 - ロード   | 7月29日                                       | 南魚沼市                            | しゃくなげ湖特設周回コース |
| 自転車競技 - トラック | 7月30日 - 8月1日                              | 弥彦村                              | 弥彦村営弥彦競輪場 |
| ボクシング            | 7月30日 - 8月4日                              | 新潟市                              | 新潟市体育館 |
| 空手道                | 7月30日 - 8月1日                              | 新潟市                              | 新潟市東総合スポーツセンター |
| アーチェリー          | 8月4日 - 6日                                  | 燕市                                | 吉田ふれあい広場特設会場 |
| バレーボール          | - 男子：7月30日 - 8月2日 - 女子：8月4日 - 7日 | - 男子：高岡市 - 女子：氷見市       | 高岡市竹平記念体育館 氷見市ふれあいスポーツセンター |
| ソフトボール          | - 男子：8月4日 - 7日 - 女子：7月29日 - 8月1日 | 富山市                              | 岩瀬スポーツ公園ソフトボール広場 |
| 柔道                  | - 男子：8月2日 - 4日 - 女子：8月4日 - 6日     | 射水市                              | アルビス小杉総合体育センター |
| フェンシング          | 8月2日 - 5日                                  | 富山市                              | 富山市総合体育館 |
| バスケットボール      | 7月29日 - 8月3日                              | 金沢市                              | いしかわ総合スポーツセンター 金沢市総合体育館 金沢市市民体育館 北陸電力体育館 |
| ウエイトリフティング  | 8月2日 - 5日                                  | 珠洲市                              | 石川県立飯田高等学校 |
| ヨット                | 8月2日 - 5日                                  | 七尾市                              | 七尾湾 |
| カヌー                | 8月4日 - 7日                                  | 小松市                              | 木場潟カヌー競技場 |
| 体操競技 - 体操       | 8月3日 - 5日                                  | 鯖江市                              | サンドーム福井 |
| 体操競技 - 新体操     | 8月10日 - 11日                                | 鯖江市                              | サンドーム福井 |
| バドミントン          | 8月4日 - 6日                                  | - 福井市 - 永平寺町                 | 福井県営体育館 福井市体育館 北陸電力福井体育館フレア 永平寺緑の村ふれあいセンター |
| ホッケー              | 8月1日 - 5日                                  | 越前町                              | 福井県立ホッケー場 越前町営朝日総合運動場 |
| なぎなた              | 8月11日 - 13日                                | 福井市                              | 福井県立武道館 |
| サッカー              | 7月29日 - 8月4日                              | - 松本市 - 大町市 - 塩尻市 - 千曲市 | 松本平広域公園総合球技場 松本平広域公園芝生グラウンド 松本平広域公園多目的球技場 松本平広域公園陸上競技場 松本市サッカー場 松商学園総合グラウンド 大町市運動公園サッカー場 大町市運動公園陸上競技場 松本歯科大学陸上競技場 千曲市サッカー場 |
| 相撲                  | 8月3日 - 5日                                  | 長野市                              | エムウェーブ |
| 弓道                  | 8月1日 - 4日                                  | 松本市                              | 松本市総合体育館 |
| 卓球                  | 8月1日 - 5日                                  | 長野市                              | ホワイトリング |

### ラジオ番組
6月6日から、FM-NIIGATA・FM長野・FMとやま・HELLO FIVE・FM福井のJFN北信越5局による合同制作で大会協賛社であるNTTドコモの一社提供番組『docomopresents北信越UNION～絆～』を毎週水曜・木曜日の『SCHOOL OF LOCK!』内で放送され6月6日 - 7月26日放送分はプロモーション機能として、大会期間である8月1日 - 23日放送分は各競技の試合結果速報として、8月29日・30日放送分は大会期間終了後の総括として大会期間最終日10日後の8月30日まで放送されてきた。FM-NIIGATAの伊藤和希アナウンサーと高校生執行役員がパーソナリティを務める。8月30日放送分を持って最終回を迎えた。

### 応援サイト
6月1日から、今大会の協賛社であるNTTドコモと主催者である毎日新聞との共同でパソコンサイト兼モバイルサイトである『ミンナのキロク』を運営し、ブログ形式で展開している。

## 冬季大会
平成24年度全国高等学校総合体育大会では、2012年（平成24年）12月から2013年（平成25年）2月にかけてスキー、スケート・アイスホッケー、ラグビーフットボール、駅伝の4競技が冬季大会として開催された。

### スキー大会
スキー大会は、第62回全国高等学校スキー大会として2013年2月5日 - 2月10日に北海道札幌市で開催された。スローガンは、「煌めく雪原 つかめ栄光 白き大地を染める情熱！」。

#### 概要
- 主催：公益財団法人全国高等学校体育連盟、財団法人全日本スキー連盟、北海道、北海道教育委員会、札幌市、札幌市教育委員会、毎日新聞社
- 後援：文部科学省、公益財団法人日本体育協会、日本放送協会（NHK）、公益財団法人北海道体育協会、財団法人札幌市体育協会
- 主管：財団法人全国高等学校体育連盟スキー専門部、北海道高等学校体育連盟、公益財団法人北海道スキー連盟、財団法人札幌スキー連盟
- 協賛：コカ・コーラ
- 地域協賛：石屋製菓

#### 実施競技・会場一覧
| 競技名 | 競技名                   | 競技名 | 会場地 | 会場                                              |
| ------ | ------------------------ | ------ | ------ | ------------------------------------------------- |
| スキー | アルペン                 |        | 札幌市 | サッポロテイネ                                    |
| スキー | クロスカントリー         |        | 札幌市 | 札幌市白旗山距離競技場                            |
| スキー | スペシャルジャンプ       |        | 札幌市 | 札幌市宮の森ジャンプ競技場                        |
| スキー | ノルディックコンバインド |        | 札幌市 | 札幌市宮の森ジャンプ競技場 札幌市白旗山距離競技場 |

### ラグビーフットボール大会
ラグビーフットボール大会は、第92回全国高等学校ラグビーフットボール大会として2012年（平成24年）12月27日 - 2013年（平成25年）1月7日に大阪府東大阪市の花園ラグビー場、花園中央公園多目的球技広場で開催された。

### 駅伝大会
駅伝大会は、男子第63回女子第24回全国高等学校駅伝競走大会として2012年（平成24年）12月23日に京都府京都市の京都市西京極総合運動公園陸上競技場、京都市西京極陸上競技場付設マラソンコースで開催された（開会式・表彰式はハンナリーズアリーナで実施）。

#### 概要
- 主催：公益財団法人全国高等学校体育連盟、公益財団法人日本陸上競技連盟、毎日新聞社、京都府、京都府教育委員会、京都市、京都市教育委員会
- 後援：文部科学省、日本放送協会
- 主管：公益財団法人全国高等学校体育連盟陸上競技専門部、一般財団法人京都陸上競技協会、京都府高等学校体育連盟

#### 大会記録

##### 入賞校
| 全国高等学校駅伝競走大会 | 全国高等学校駅伝競走大会 | 優勝                | 2位             | 3位               | 4位                 | 5位                 | 6位                 | 7位               | 8位                 |
| ------------------------ | ------------------------ | ------------------- | --------------- | ----------------- | ------------------- | ------------------- | ------------------- | ----------------- | ------------------- |
| 2012年 （平成24年）      | 男子第63回大会           | 豊川 （愛知）       | 西脇工 （兵庫） | 伊賀白鳳 （三重） | 倉敷 （岡山）       | 世羅 （広島）       | 白鷗大足利 （長野） | 小林 （宮崎）     | 山梨学院 （山梨）   |
| 2012年 （平成24年）      | 女子第24回大会           | 立命館宇治 （京都） | 豊川 （愛知）   | 興譲館 （岡山）   | 筑紫女学園 （福岡） | 薫英女学院 （大阪） | 須磨学園 （兵庫）   | 青森山田 （青森） | 神村学園 （鹿児島） |

##### 区間賞
| 全国高等学校駅伝競走大会 | 全国高等学校駅伝競走大会 | 1区                            | 2区                            | 3区                          | 4区                         | 5区                                        | 6区                            | 7区                        |
| ------------------------ | ------------------------ | ------------------------------ | ------------------------------ | ---------------------------- | --------------------------- | ------------------------------------------ | ------------------------------ | -------------------------- |
| 2012年 （平成24年）      | 男子第63回大会           | 西山雄介 （伊賀白鳳） 29'38"   | 石井秀昂 （藤沢翔陵） 8'17"    | カレミ・ズク （豊川） 22'47" | 一色恭志 （豊川） 23'21"    | 廣瀬泰輔 （伊賀白鳳） 8'38"                | 矢口寛大 （白鷗大足利） 14'52" | 西山令 （山梨学院） 14'29" |
| 2012年 （平成24年）      | 女子第24回大会           | 由水沙季 （筑紫女学園） 19'39" | 松田瑞生 （薫英女学院） 13'00" | 鷲見梓沙 （豊川） 9'21"      | 小林美香 （須磨学園） 9'12" | ローズメリー・ワンジル （青森山田） 15'30" | -                              | -                          |

- 女子3区 鷲見梓沙（豊川）9'21" - 区間歴代最高記録[6]